# نصر الحريري
نصر موسى الحريري (وُلد في 23 أغسطس 1977) عضو مجلس الشعب السوري سابقًا، ولد في محافظة درعا سنة 1955. درس الحقوق في جامعة دمشق، وانتخب عضوًا بمجلس الشعب السوري عام 1988. وجه رسالة صوتية عبر مكالمة هاتفية مع قناة بي بي سي العربية. حمل فيها الأمن السوري المسؤولية الكاملة عن المجازر التي تحدث في حوران. ثم وجه رسالة الى الرئيس بشار الأسد ناشده فيها بالتدخل شخصيًا. أعلن نصر الحريري يوم 23 أبريل 2011 عن تنحيه عن منصبه مع زميله خليل الرفاعي من مجلس الشعب احتجاجًا على استمرار قتل المتظاهرين خلال احتجاجات 2011 في سوريا.
وفي تاريخ 5 شوال 1433هـ خرج نصر الحريري من سوريا ووصل إلى الأردن حيثُ أكد وزير الدولة لشؤون الإعلام والناطق الرسمي باسم الحكومة الأردنية سميح المعايطة، ووصول الحريري برفقة عائلته وثمانية وستون شخصًا آخر إلى الأردن.
قام النظام السوري بتاريخ 9 نوفمبر 2012 بتفجير منزل الحريري نائب رئيس المجلس الأعلى للثورة السورية أول عضو مجلس شعب منشق. وكان التفجير على درجة كبيرة من الشدة حيث هدم عدد من الأبنية المجاورة للمنزل في مدينة الشيخ مسكين. وجاء هذا التفجيري انتقامًا منه.[محل شك]

## الحياة السياسية
في 4 تموز/يوليو 2013، انضم نصر الحريري إلى الائتلاف الوطني لقوى الثورة والمعارضة السورية ممثلاً عن منطقة حوران جنوب سوريا. بحلول عام 2015، أصبح أمينًا عامًا للتحالف ومقره اسطنبول في تركيا.
في كانون الثاني (يناير) 2017، كان أحد أعضاء وفد المعارضة السورية الذي حضرت محادثات السلام في أستانا. في فبراير 2017، تم تعيينه رئيسًا لوفد المعارضة في مؤتمر جنيف الرابع حول سوريا والمقرر عقده في 20 فبراير.
في 12 تموز 2020 انتخب رئيساً للائتلاف الوطني للمعارضة وقوى الثورة السورية خلفاً لأنس العبدة.